# バルトロメーオ・ベッラーノ
バルトロメーオ・ベッラーノ（Bartolomeo Bellano、1435年ころ生まれ、1497年か1498年に没）は、イタリアの彫刻家、彫金家である。ドナテッロの弟子で、そのスタイルに忠実な作品を制作した。ヴェッラーノ・ダ・パドヴァ（Vellano da Padova）とも呼ばれた。

## 略歴
パドヴァで金細工師の息子に生まれた。フィレンツェの彫刻家ドナテッロ（c.1386-1466）の弟子になった。フィレンツェでドナテッロの数多くの作品に助手として働いた。ドナテッロが亡くなった後、1467年にペルージャで、教皇パウルス2世の像を制作したと伝えられるが、現在は失われている。1469年にパドヴァに戻り、代表作とされるるサンタントーニオ・ダ・パードヴァ聖堂の大理石の聖筆を制作した。ブロンズ像を最も得意としたことは、メトロポリタン美術館所蔵のダビデ像などで示されている
。
1479年に画家のジェンティーレ・ベッリーニとともにヴェネツィア共和国によってオスマン帝国の首都イスタンブール（コンスタンティノポリス）に派遣された。
バルトロメオは1496年または1497年にパドヴァで亡くなった。
弟子には、彫刻家で建築家のアンドレア・ブリオスコ（c.1470-1532）がいる。

## 作品

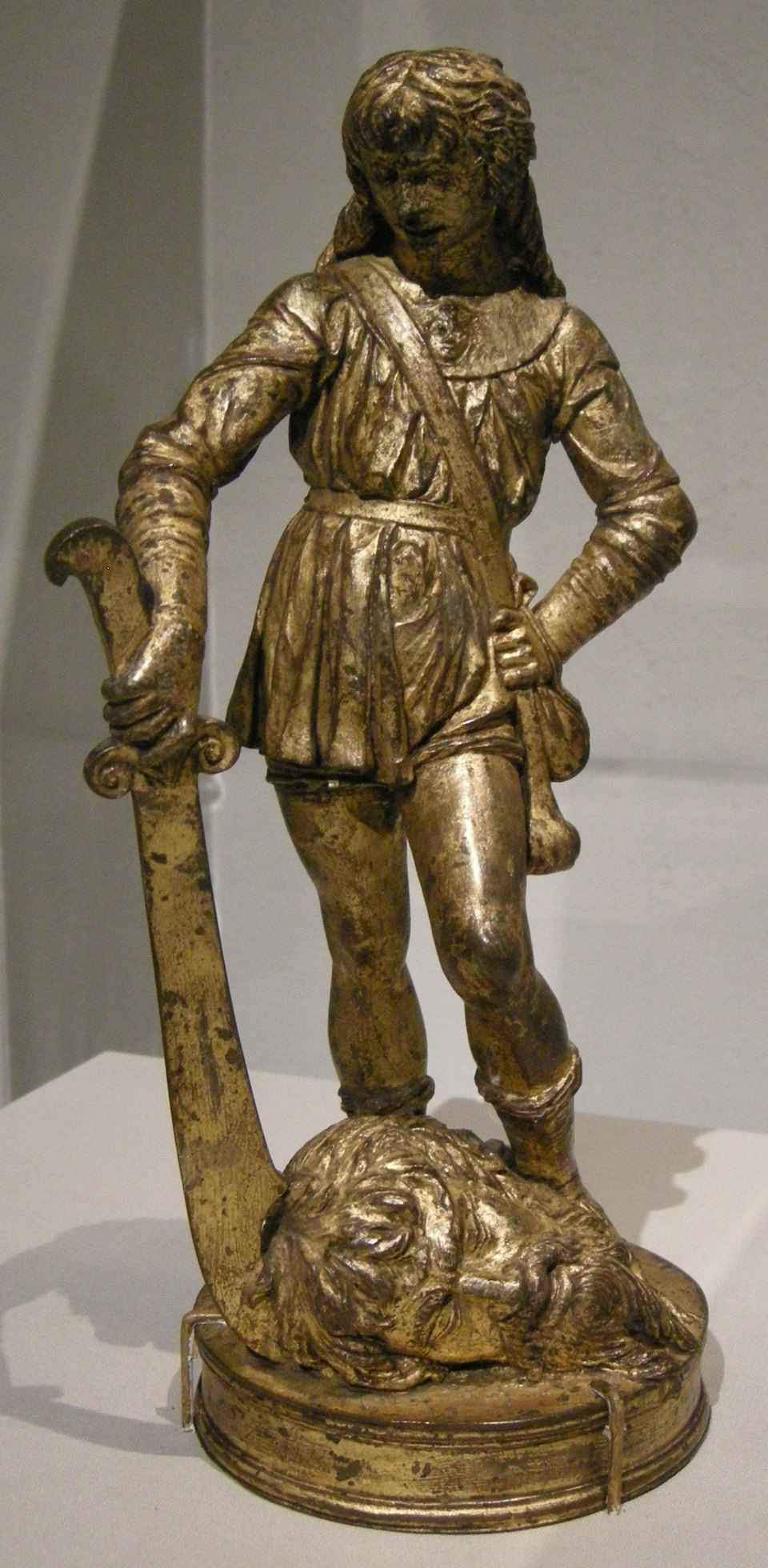
ゴリアテの頭を持つダビデ (1470/1480) メトロポリタン美術館
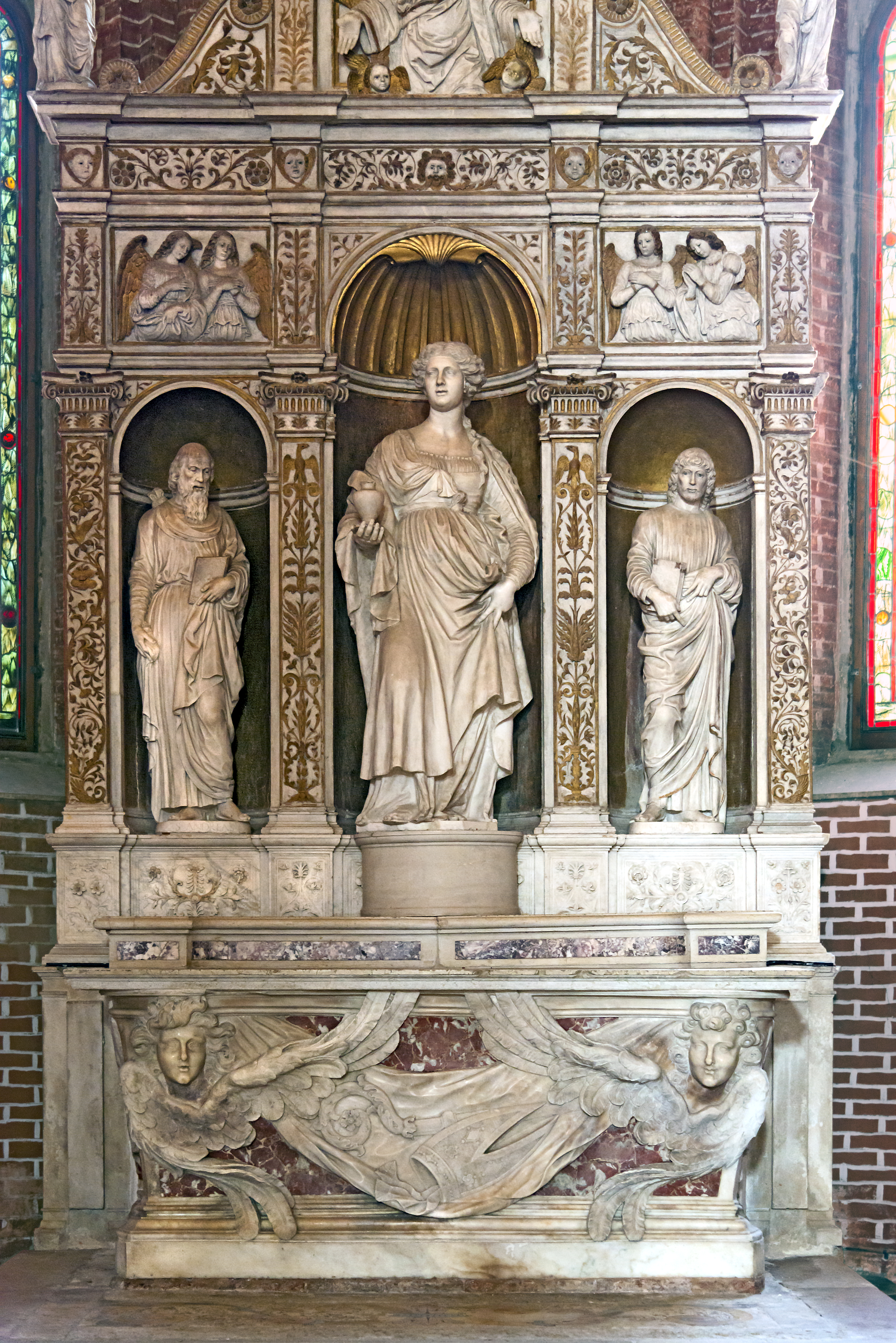
ヴェネツィアの教会（Chapel of Mary Magdalene Santi Giovanni e Paolo）の祭壇
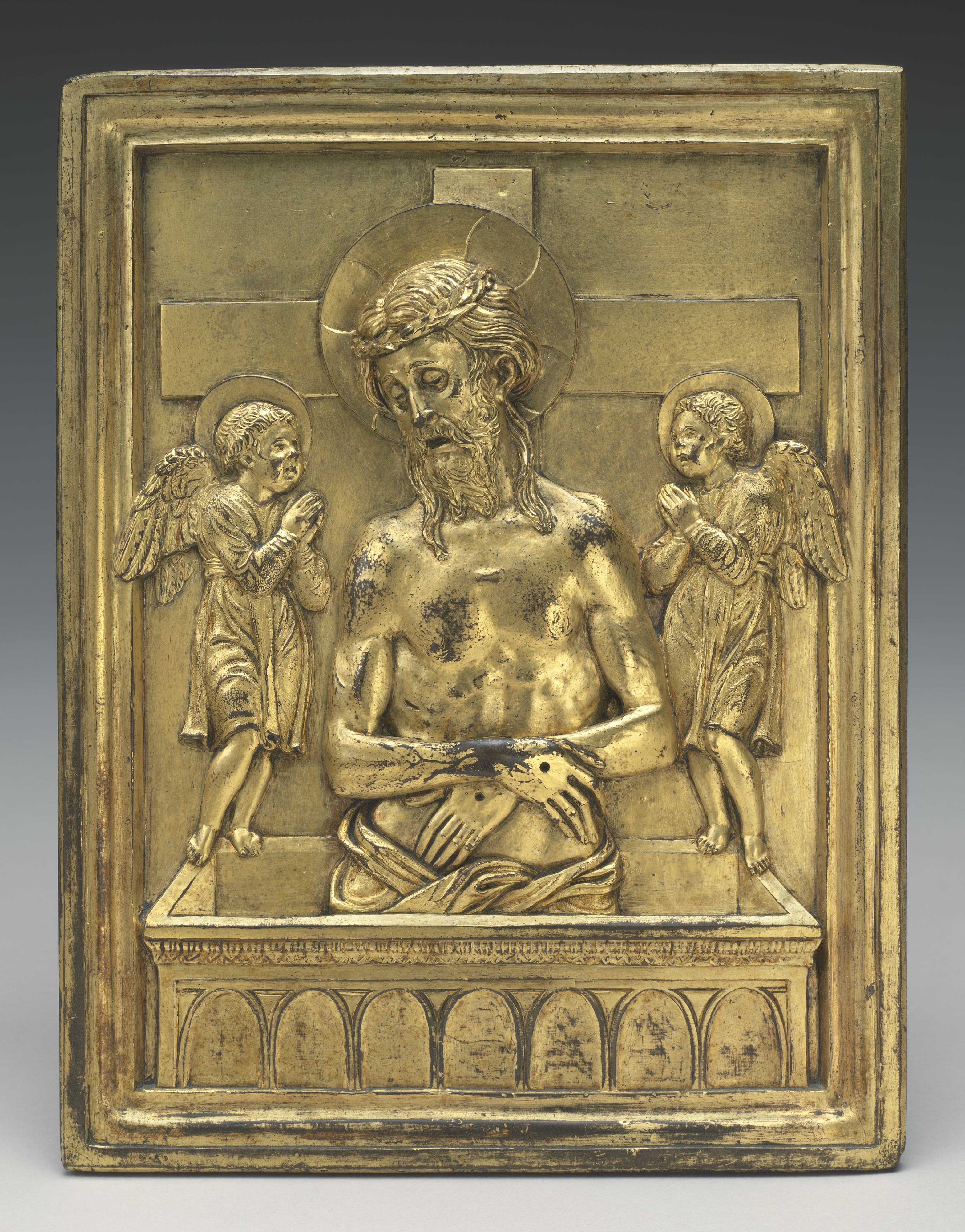
キリストと天使のレリーフ
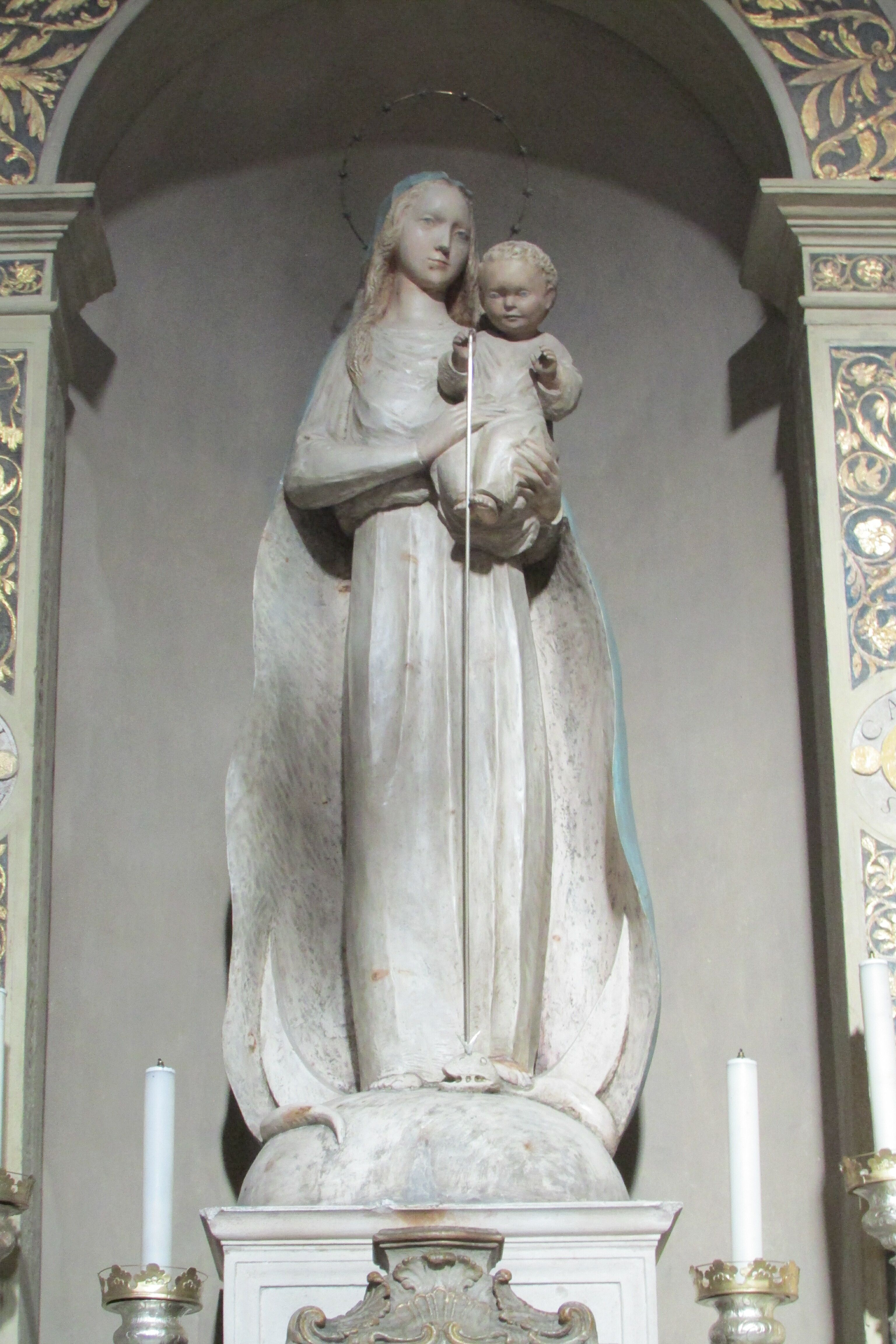
パドヴァの教会の聖母子像